# Investigador principal
Un investigador principal (IP) es el titular de una subvención independiente administrada por una universidad y el investigador principal para el proyecto de subvención, normalmente en las ciencias, como un estudio de laboratorio o un ensayo clínico. La frase es también utilizada a menudo como sinónimo de "jefe del laboratorio" o "jefe del grupo de trabajo." Mientras la expresión es común en las ciencias, es utilizada ampliamente para la persona o personas que toman decisiones finales y supervisan financiaciones y gastos en un proyecto de investigación dado.
Un Coinvestigador (Co-I) asiste al Investigador Principal en la administración y liderazgo del proyecto de investigación. Puede haber un número de Co-Is apoyando al IP.

## Estados Unidos
En el contexto de la financiación pública de los Estados Unidos de agencias como el NIH o el NSF, el IP es la persona que toma la responsabilidad directa para la conclusión de un proyecto financiado, dirigiendo la búsqueda e informando directamente a la agencia de financiación. Para proyectos pequeños (los que podrían implicar 1-5 personas) el IP es típicamente la persona que planificó la investigación, pero para proyectos mayores, el IP puede ser seleccionado por un equipo para obtener la mejor ventaja estratégica para el proyecto.
En el contexto de un ensayo clínico, un IP puede ser un académico que trabaja con subvenciones del NIH u otras agencias de financiación, o puede ser efectivamente un proveedor que trabaja probando la seguridad y eficacia de nuevos medicamentos para una industria farmacéutica.
Había 20.458 IPs en las subvenciones NIH R01 en la investigación biomédica de EE. UU. en el 2000. En el 2013, este número ha crecido a 21.511. Al mismo tiempo, el porcentaje de éxito para un solicitante para recibir una subveción R01 ha bajado del 32% en el 2000 al 17% en el 2013.